# إعادة ترتيب فيتيغ
إعادة ترتيب فيتيغ هو تفاعل عضوي يحدث فيه إعادة ترتيب من النمط (2،1) لمركب إيثر مع مركب ليثيوم عضوي. ينسب التفاعل إلى الكيميائي غيورغ فيتيغ الحائز على جائزة نوبل في الكيمياء.
{\displaystyle {\mathsf {R'{-}\!\!\!\!{\overset {\displaystyle H \atop \vert }{\underset {\vert  \atop \displaystyle \ \ R''}{C}}}\!\!\!\!{-}O{-}R+{\color {Gray}{R'''{-}Li}}\ \longrightarrow \ R'{-}\!\!\!\!{\overset {\displaystyle R \atop \vert }{\underset {\vert  \atop \displaystyle \ \ R''}{C}}}\!\!\!\!{-}O{-}Li+{\color {Gray}{R'''{-}H}}\ \xrightarrow {\displaystyle H^{+}} \ R'{-}\!\!\!\!{\overset {\displaystyle R \atop \vert }{\underset {\vert  \atop \displaystyle \ \ R''}{C}}}\!\!\!\!{-}O{-}H}}}
يكون المركب الوسطي عبارة عن ملح ألكوكسي لليثيوم والمنتج النهائي على شكل كحول.
عندما تكون R2 مجموعة مغادرة جيدة ومجموعة ساحبة للإكترونات مثل سيانيد يسهل حذف هذه المجموعة ونحصل على الكيتون الموافق.
{\displaystyle {\mathsf {R'{-}\!\!\!\!{\overset {\displaystyle H \atop \vert }{\underset {\vert  \atop \displaystyle \ \ CN}{C}}}\!\!\!\!{-}O{-}R+{\color {Gray}{R'''{-}Li}}\ \longrightarrow \ {\overset {\displaystyle O \atop \vert \vert }{\underset {\diagup \ \diagdown  \atop \displaystyle R'\ \ \ R}{C}}}+{\color {Gray}{R'''{-}H}}+LiCN}}}

## آلية التفاعل
تتركز آلية التفاعل على تشكل جذر كيميائي مع رحيل الليثيوم من ذرة الكربون إلى ذرة الأكسجين. يرتبط الجذر R مع الكيتيل.

## اقرأ أيضاً
- إعادة ترتيب